# 铁电薄膜
铁电薄膜主要有这么几个应用：
1. 用于铁电存储器，利用其自发极化性。
2. 用做大容量随机进入存储器（random access memory）的电容介电材料。
3. 用于微波器件。